# Otão III do Sacro Império Romano-Germânico
Otão III (junho/julho de 980 – 23 de janeiro de 1002) foi o Imperador Romano-Germânico e Rei da Itália de 996 até sua morte, além de Rei da Germânia a partir de 983. Era filho do imperador Otão II e sua esposa Teofânia Escleraina.

## Juventude
Otão nasceu em Cassel, uma localidade na cidade de Goch, no atual distrito de Cleves, pertencente ao estado da Renânia do Norte-Vestfália, na Alemanha. Foi proclamado rei da Germânia em Verona em junho de 983, quando tinha apenas três anos de idade, e coroado em Aachen (Aix-la-Chapelle) em 25 de dezembro do mesmo ano. Seu pai morreu quatro dias antes da cerimônia, mas a notícia de sua morte só chegou à Alemanha após a coroação.
No início de 984, Henrique II da Baviera, que havia sido deposto como duque da Baviera por Otão II, prendeu o pequeno Otão e forçou aceitarem sua regência como membro da casa reinante. Para reforçar sua posição, aliou-se ao rei Lotário de França. Willigis, o arcebispo de Mogúncia, líder do partido de Otão, induziu Henrique a liberar o jovem rei prisioneiro, recebendo de volta o Ducado da Baviera. Otão foi então devolvido a sua mãe, a princesa bizantina Teofânia Escleraina, que serviu de regente a partir de então. Ela abandonou a política imperialista de seu marido e devotou-se completamente a aumentar a aliança entre a Igreja e o Sacro Império Romano-Germânico. Ela não conseguiu, entretanto, evitar que a França se libertasse da influência alemã. Conseguiu tomar conta dos interesses nacionais do império no leste. Um de seus maiores sucessos foi conseguir manter a supremacia feudal sobre a Boêmia.
Após a morte de Teofânia Escleraina em 991, a avó de Otão, Adelaide da Itália, serviu como regente junto com Willigis até que Otão III atingisse a maioridade em 994.
Otão teve como mentores Bernuardo, o bispo de Hildesheim, e Gerberto de Aurillac, arcebispo de Reims.